# سیاد سوشیچ
سیاد سوشیچ (انگلیسی: Sead Sušić؛ زادهٔ ۳ ژانویهٔ ۱۹۵۳) بازیکن فوتبال اهل یوگسلاوی بود.
از باشگاه‌هایی که در آن بازی کرده‌است می‌توان به باشگاه فوتبال ستاره سرخ بلگراد و باشگاه فوتبال سارایوو اشاره کرد.
وی همچنین در تیم ملی فوتبال یوگسلاوی بازی کرده‌است.